# Гетц, Борис Гаврилович
Борис Гаврилович Гетц (1925—2002) — генерал-майор Советской Армии, участник Великой Отечественной войны, Герой Советского Союза (1943).

## Биография
Борис Гетц родился 10 декабря 1925 года в городе Моршанске Тамбовской области в рабочей семье. Окончил десять классов школы, после чего работал слесарем-сборщиком на заводе. В сентябре 1942 года Гетц был призван на службу в Рабоче-крестьянскую Красную Армию Москворецким районным военным комиссариатом Москвы. С июня 1943 года — на фронтах Великой Отечественной войны. Принимал участие в боях на Воронежском и 1-м Украинском фронтах. К сентябрю 1943 года сержант Борис Гетц был стрелком мотострелкового батальона 54-й гвардейской танковой бригады 7-го гвардейского танкового корпуса 3-й гвардейской танковой армии Воронежского фронта. Отличился во время битвы за Днепр.
В ночь с 23 на 24 сентября 1943 года в районе села Трахтемиров Каневского района Черкасской области Украинской ССР, несмотря на массированный вражеский огонь, Гетц переправился через Днепр. Он принял самое активное участие в освобождении села и отражении нескольких вражеских контратак.
Указом Президиума Верховного Совета СССР от 17 ноября 1943 года за «образцовое выполнение боевых заданий командования на фронте борьбы с немецкими захватчиками и проявленные при этом мужество и героизм» сержант Борис Гетц был удостоен высокого звания Героя Советского Союза с вручением ордена Ленина и медали «Золотая Звезда» за номером 2090.
После окончания войны продолжал службу в Советской Армии. В 1963 году Гетц окончил Ульяновское танковое училище, в 1964 году — курсы «Выстрел», в 1969 году — курсы усовершенствования офицерского состава. В звании генерал-майора вышел в отставку. Умер в 2002 году.
Был также награждён орденами Отечественной войны 1-й степени, Красной Звезды и «За службу Родине в Вооруженных Силах СССР» 3-й степени, а также рядом медалей.